# Giorgio Morbiato
Giorgio Morbiato (* 30. Juli 1948 in Padua) ist ein ehemaliger italienischer Radrennfahrer und zweifacher Weltmeister.

## Sportliche Laufbahn
Giorgio Morbiato war ein Spezialist in der Mannschaftsverfolgung. In dieser Disziplin wurde er 1968 in Montevideo Weltmeister, gemeinsam mit Cipriano Chemello, Lorenzo Bosisio und Luigi Roncaglia. Im selben Jahr startete der italienische Bahn-Vierer in derselben Besetzung bei den Olympischen Sommerspielen in Mexiko-Stadt und errang die Bronzemedaille in der Mannschaftsverfolgung. 1969 belegte das italienische Team (Antonio Castello, Algeri und Bazzan) bei den Weltmeisterschaften Platz zwei. Bei den nationalen Meisterschaften wurde er Sieger in der Einerverfolgung und in der Mannschaftsverfolgung. 1970 konnte er den Titel verteidigen.
1971 wurde Morbiato ein zweites Mal Weltmeister in der Mannschaftsverfolgung (mit Bazzan, Algeri und Luciano Borgognoni).
1973 wurde Morbiato Profi und bestritt fortan neben Bahnrennen auch Straßenrennen, jedoch ohne herausragende Ergebnisse. 1973 wurde er italienischer Vize-Weltmeister im Steherrennen. Er startete auch bei 20 Sechstagerennen und gewann 1974 das von Delhi (Kanada), gemeinsam mit Alberto Della Torre. 1976 beendete er seine Karriere, in der er einen Sieg bei Straßenrennen erringen konnte.